# Старр, Люсиль
Люсиль Старр (англ. Lucille Starr; 13 мая 1938, Сен-Бонифас, Манитоба, Канада — 4 сентября 2020, Лас-Вегас, Невада, США) — канадская певица, кантри-музыкант, автор-исполнитель, в том числе в манере йодль, популярная в 1960-х годах. Первая женщина-исполнительница, которую в 1987 году включили в «Зал Славы» («Hall of Honor») Канадской ассоциации кантри-музыки (Canadian Country Music Association), а также первая женщина, удостоенная награды «Europe’s Gold Tulip Award»; в 2005 году она была включена в канадский Зал Славы «Aboriginal Music Hall of Fame».

## Биография
См. также «Lucille Starr Biography» в английском разделе.
Родилась 13 мая 1938 года во франкоканадском местечке Сен-Бонифас пригороде Виннипега (Манитоба, Канада), принадлежит к франко-манитобскому меньшинству. Имя при рождении Lucille Raymonde Marie Savoie, но уже с 1954 года выступала как Lucille Starr.
В 1964 году, когда в мировых хит-парадах царили The Beatles, песня Люсиль «The French Song» (которую продюсировал американский трубач и композитор Герб Алперт) смогла стать международным хитом, а сама Старр стала первым канадским исполнителем, чья запись была продана тиражом более 1 млн копий.

## Дискография
См. также «Lucille Starr Discography» в английском разделе.

### Альбомы
| Год  | Альблом              | Лейбл      |
| ---- | -------------------- | ---------- |
| 1964 | The French Song      | A&M        |
| 1968 | In South Africa      | A&M        |
| 1969 | Lonely Street        | Epic       |
| 1978 | Back to You          | Quality    |
| 1981 | The Sun Shines Again | Starr      |
| 1991 | Songs of Love        | Intersound |
| 1991 | Chansons D’Amour     | Intersound |
| 1991 | Mississippi          | Koch       |